# Rimmerode
Rimmerode ist eine Wüstung im Landkreis Harz in Sachsen-Anhalt.
Die Wüstung liegt auf der Flur der Gemeinde Nordharz zwischen Wasserleben und Veckenstedt südlich der Ilse. Ihre Anlage wird mit dem Gaugrafen Richpert im Jahre 1003 in Zusammenhang gebracht. 1088 erfolgte die Nennung als Richbrechtingerod.